# Volby v Ázerbájdžánu

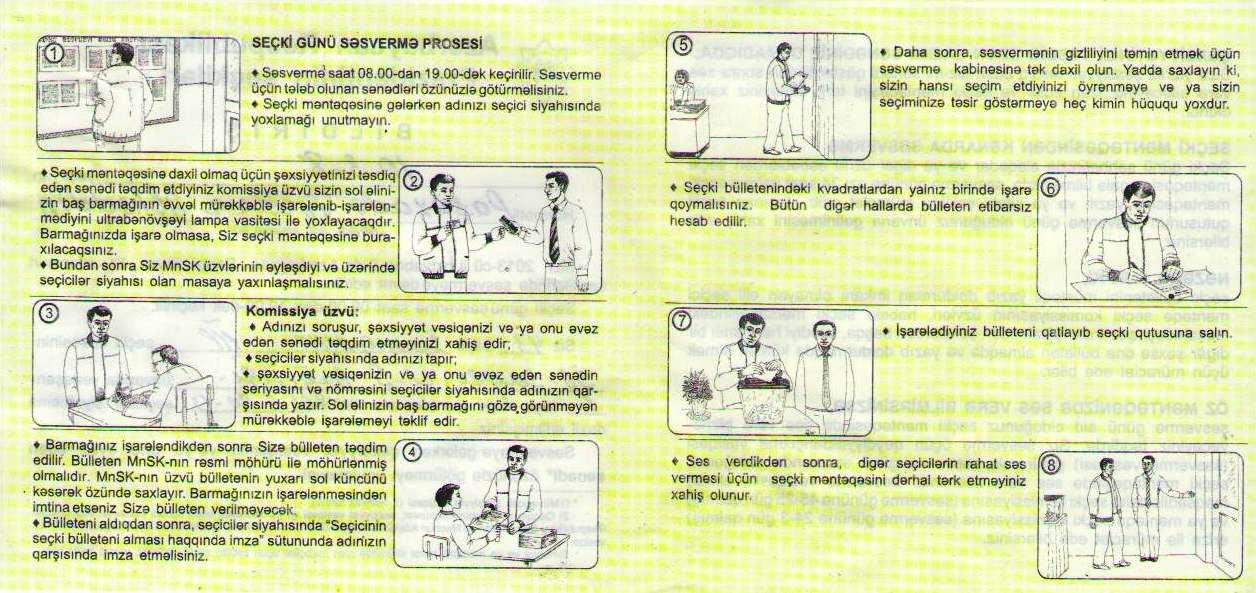
Návod jak volit distribuovaný v prezidentských volbách v Ázerbájdžánské republice v roce 2013

Volby v Ázerbájdžánu jsou svobodné. Voliči volí do místních zastupitelstev a většinovým volebním systémem do jednokomorového parlamentu 125 poslanců na pětileté volební období. Každých pět let se konají prezidentské volby.

## Dominantní politické strany
- Nový Ázerbájdžán
- Občanská rozvojová strana
- Strana vlasti
- Musavat
- Přední ázerbájdžánská lidová strana